# IC 1587
IC 1587 је лентикуларна галаксија у сазвјежђу Кит која се налази на листи објеката дубоког неба у Индекс каталогу.
Деклинација објекта је - 23° 33' 42" а ректасцензија 0h 48m 43,2s. Привидна величина (магнитуда) објекта IC 1587 износи 14,6 а фотографска магнитуда 15,6. IC 1587 је још познат и под ознакама ESO 474-31, MCG -4-3-15, PGC 2852.